# John Andersen (eventyrer)
 Der er flere personer med dette navn, se John Andersen.
John Andersen (født 30. juni 1943) er en dansk eventyrer, arkitekt, polarforsker, forfatter.
John Andersen blev uddannet som tømrer, konstruktør og arkitekt fra Kunstakademiets Arkitektskole i 1970.
Andersen har rejst i Grønland siden 1960 på meget forskellige ekspeditioner fra bjergbestigning, arkæologi (Eigil Knuth 1965-66) til isbjørnemærkninger (Christian Vibe i 1974-75). Han gennemførte den første danske krydsning af Grønlands indlandsis på ski i 1971. Han roede rundt om Grønland i kajak fra 1976 til 2010. Første gennemsejling uden motorkraft i kajak fra Grønland til Alaska (Nordvestpassagen 1988). I 2000 udkom på forlaget Forum "84 grader Nord" en kajakrejse fra Nordøstgrønland nord om Grønland til Thule.
Som arkitekt har John Andersen gennem mange år rejst specielt i islamiske lande fra Marokko til Afghanistan, bl.a. i Yemen. John Andersen har arbejdet i Mustang (Tibet) med registrering af et buddhistisk tempel og i Borneo med registrering af et Iban langhus.
John Andersen har undervist som lektor på Kunstakademiets Arkitektskole i København fra 80'erne, og er i perioder stadig aktiv som underviser, forfatter og foredragsholder.
Andersen har desuden skrevet en del bøger specielt om arktiske emner fra eventyr til historiske ekspeditioner. Den første bog, Mit Grønland, udkom i 1998. Af andre bøger kan nævnes, Pakis og Fjerne Horisonter 2002, genudgivelse af Knud Rasmussens "Min Rejsedagbog" med omfattende efterskrift, samt mange andre bøger.
I november 2012 udkom på Gyldendal: Rejser til det lykkelige Arabien. På sporet af Carsten Niebuhr.
I 2014 kørte John Andersen på motorcykel til Kina og hjem gennem Sibirien. Den 5. november 2015 udkom på forlaget Gyldendal bogen. "Silkevejen på Motorcykel". 35.000 km fra Istanbul til Xian. Bogen handler om de gamle karavanehoteller kaldet Karavanseraier, men også om nutidens moteller og hvordan livet i dag udfolder sig, på historiske rejseruter.
John Andersen er medlem af Eventyrernes Klub (297) og har været formand fra 1998 til 2000. I 2012 fik John Andersen "Aage Krarup Nielsens hæderslegat". I 2015 blev han optaget som medlem nr. 761 i De Berejstes Klub, og i 2016 blev han tildelt klubbens Folkersenpris.
Under Coronaviruspandemien i 2019 & 2020 rejste John Andersen, 12.000 kilometer på motorcykel rundt i hele Sverige. John Andersen fulgte efter "Nils Holgerssons forunderlige rejse gennem Sverige", skrevet af Selma Lagerlöf i 1906 som er en geografi- og historiebog til skolerne. John Andersen fandt 200 forskellige destinationer i bogen som han besøgte. Overalt i Sverige blev han mødt med den største gæstfrihed og fik mange af de lokales viden om den klassiske bog uddybet. I 2021 udkom på forlaget Topp bogen "Et motorcykeltræk gennem Sverige".
I 2023 udkom på forlaget Muusmann bogen "Vidunderlige Vestgrønland". En bog der beskriver samtlige byer og bygder fra Kap Farvel i syd til Thule i nord, som over en periode på 30 år også fortæller om dramatiske kajaksejladser i det store smukke land.
I februar 2024 blev John Andersen "Æresmedlem" af Eventyrernes Klub.

## Ekstern henvisning
- http://www.artebooking.dk/default.aspx?pageId=12&itemId=52[ John Andersen, Arte Booking] Arkiveret 20. juni 2010 hos  Wayback Machine www.johnandersen.dk

## Referenceliste
1. ↑  Forfattere | Gyldendal
2. ↑  Rejser til det lykkelige Arabien
3. ↑  Silkevejen på motorcykel
4. ↑  John Andersen | Eventyrernes Klub

- Hjemmeside

|  | Artiklen om John Andersen (eventyrer) kan blive bedre, hvis der indsættes et (bedre) billede Du kan hjælpe ved at afsøge Wikimedia Commons for et passende billede eller uploade et godt billede til Wikimedia Commons iht. de tilladte licenser og indsætte det i artiklen. |